# Simon Lefebvre
Pour les articles homonymes, voir Lefebvre.
Simon Lefebvre, né le 18 novembre 1768 à Épinal (Vosges) et mort le 9 avril 1822 à Floing (Ardennes), est un général français de la Révolution et de l’Empire.

## Biographie
Il entre comme soldat dans le régiment Lorraine-Dragon en 1785, et passe dans les Gardes-françaises au mois de septembre 1786.
En 1789, après la prise de la Bastille, il est incorporé dans la garde nationale soldée de Paris, et le 5 décembre 1792, les volontaires de la section de Molière et Jean de La Fontaine l'élèvent capitaine, puis, le 26 du même mois, chef du bataillon. C'est en cette qualité qu'il sert à l'armée du Nord, de 1792 à l'an II, à l'armée de Sambre-et-Meuse en l'an III. Le 27 floréal de cette dernière année, son bataillon ayant passé dans la 161e demi-brigade d'infanterie (depuis 9e de ligne), Lefebvre fait avec ce corps les campagnes d'Italie des ans IV, V et pour partie de l'an VI.

### Campagne d’Égypte
Envoyé en Égypte, il s'y distingue dans deux circonstances remarquables. Se trouvant au mois de ventôse an VII, entouré par un poste d'Arabes, et les dix-sept janissaires qui l'accompagnent s'étant dispersés, il tue quatre des assaillants et parvient à se dégager, malgré la perte de son cheval. Le 4 floréal, entre Ramanieh et Damahour, avec 400 hommes d'infanterie et 4 pièces de canon, il soutient, de quatre heures du matin jusqu'à deux heures de l’après-midi, un combat contre 20 000 Mamelouks et Bédouins, les met en fuite et leur prend 200 chevaux. À la suite de cette action, le général en chef Napoléon Bonaparte lui confie le commandement de la 25e demi-brigade d’infanterie de ligne. En l'an VIII il commande le fort de Ramanieh. Il est promu général de brigade le 9 prairial an IX (29 mai 1801), par le général en chef Menou, et appelé au conseil de guerre où la question de l'évacuation de l'Égypte est agitée ; il se prononce pour cette mesure.

### Consulat et Empire
Revenu en France après la capitulation d'Alexandrie, le gouvernement consulaire  le confirme dans son grade de général de brigade le 23 frimaire an X (14 décembre 1801), et l'envoie, le 28 ventôse suivant, dans la 21e division militaire. Fait membre et commandeur de la Légion d'honneur les 19 frimaire et 25 prairial an XII, il rejoint l'armée du Nord le 27 brumaire an XIV, et lors de la suppression de cette armée il reste attaché à l'état-major des divisions que commande en Hollande le général Colaud. Il se rend le 15 mars 1806, dans la 24e division militaire, sert au corps d'observation de l'Escaut jusqu'au 30 octobre 1807, ensuite au corps d'observation des côtes de l'Océan.
Commandant la 1re brigade de la 1re division (Mermet) du 2e Corps de l’armée d’Espagne sous Soult le 30 novembre 1808, blessé à la bataille de La Corogne le 19 janvier 1809. Dirigé sur la Catalogne en avril 1809, il soutient en 1813 une attaque des insurgés espagnols contre la ville de Roses. Il a été désigné le 29 novembre de la même année, pour commander une brigade au 1er corps bis de la Grande Armée, mais les événements l'empêchent de se rendre à sa destination.
Mis en non-activité en 1814, l'Empereur lui confie le 14 avril 1815, l'organisation des gardes nationales dans la 4e division militaire, et le 10 mai, lui donne à l'armée de la Moselle le commandement d'une division de réserve, composée de troupes de la même arme.
Retraité le 4 septembre 1815, le général Lefebvre est mort en 1822.

## État de service
- 10 septembre 1795 : Chef de brigade de la 161e demi-brigade de bataille
- 31 mars 1796 : Chef de brigade de la 9e demi-brigade d'infanterie de ligne
- 19 juin 1799 : Chef de brigade de la 25e demi-brigade d'infanterie de ligne
- 14 décembre 1801 : Général de brigade

## Titres, décorations, honneurs
- 14 juin 1804 : Commandeur de la Légion d'honneur
- 23 octobre 1811 : Baron de l'Empire